# Mågeøen (Mariager Fjord)
 For alternative betydninger, se Mågeøen. (Se også artikler, som begynder med Mågeøen)
Mågeøen eller Marens Ø er en lille ø på 0,5 ha i Mariager Fjord, kun 175 meter fra land. På øen vokser der højt græs og siv i vandkanten. Øen er beliggende ca. 1 km fra Hadsund og ca. 5 km fra Treskelbakkeholm.